# Excoriatiestoornis

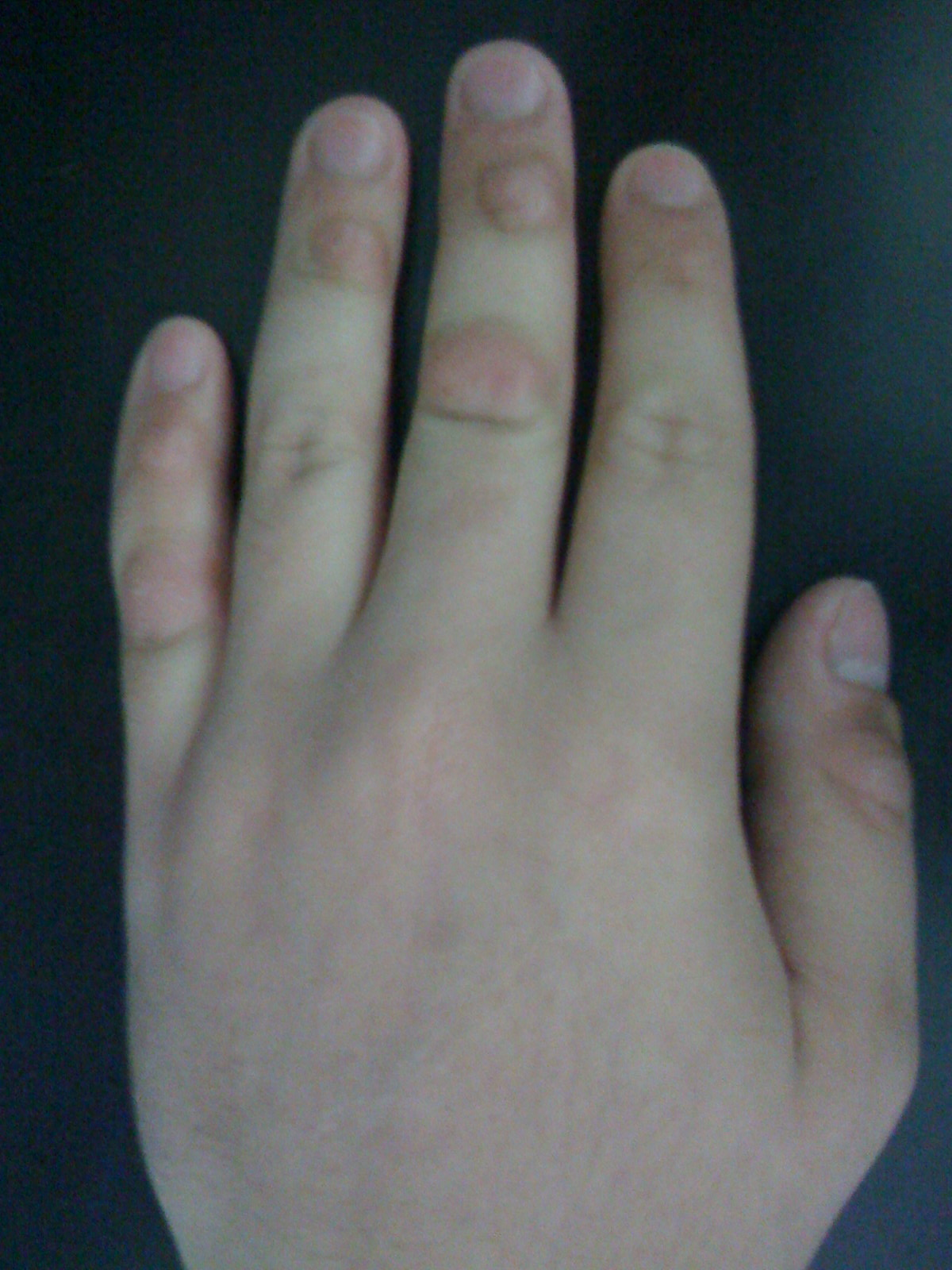
Door dermatillomanie verwonde vingers

Excoriatiestoornis is een stoornis in die in de DSM-5 is opgenomen bij de obsessieve-compulsieve en verwante stoornissen. Bij deze stoornissen staat drang centraal, wat betekent dat er een bepaald genoegen aan de handeling wordt beleefd. Dit in tegenstelling tot dwangstoornissen, waarbij het gedrag de functie heeft angst te verminderen. Mensen met dermatillomanie krabben en pulken tot bloedens toe aan wondjes, moedervlekken, puistjes en andere oneffenheden aan de huid. Er ontstaan vaak wondjes of zelfs infecties en permanente beschadiging en verminking van de huid.
Het kan opgeroepen worden door stress en zeker verergeren door stress. Soms gaat het ook samen met een depressie of angststoornis. Meestal is het echter een onbewuste gewoonte die voorkomt tijdens rustige momenten. Als er wordt gekrabd of gepulkt dan wordt dat vaak omschreven als een gevoel van opluchting en rust. Er wordt ook gedacht dat er endorfinen (natuurlijke aan morfine verwante stoffen) vrijkomen tijdens het krabben en pulken. Dit heeft een pijnstillende en euforiserende werking, wat het gevoel van rust en opluchting kan verklaren. Trichotillomanie is een verwante stoornis waarbij mensen voortdurend met hun haar spelen of haar uittrekken.